# Dinobuton
Dinobuton ist eine 1:1-Mischung von zwei isomeren chemischen Verbindungen aus der Gruppe der Dinitrophenol-Derivate.

## Gewinnung und Darstellung
Dinobuton kann durch eine zweistufige Reaktion von 2-sec-Butylphenol mit Salpetersäure und Reaktion des Zwischenproduktes mit Chlorameisensäureisopropylester gewonnen werden.

## Eigenschaften
Dinobuton ist ein gelber Feststoff, welcher praktisch unlöslich in Wasser ist. In Pflanzen und Tieren wird es zu Dinoseb metabolisiert.

## Verwendung
Dinobuton wird als Akarizid und Fungizid gegen Gemeine Spinnmilben und Echten Mehltau verwendet. In den EU-Staaten wie Deutschland und Österreich sowie in der Schweiz ist kein Pflanzenschutzmittel zugelassen, das diesen Wirkstoff enthält.

## Handelsnamen
Dessin, Acrex